# 塔亚兰德畔魏德霍芬
塔亚兰德畔魏德霍芬是奥地利下奥地利州塔亚河畔魏德霍芬县的一个市镇。总面积32.44平方公里，总人口1165人，人口密度35.9人/平方公里（2005年）。